# Loi Duruy
En France, la loi du 10 avril 1867 sur l’enseignement primaire dite Loi Duruy (du nom du ministre de l'Instruction publique Victor Duruy) fait partie des grandes lois éducatives françaises et d'une des grandes lois du Second Empire. Il s'agit d'une des lois ayant permis la généralisation de la scolarisation en France, avec l'ordonnance royale du 29 février 1816, les lois Guizot (1833), Falloux (1850), et Ferry (1881 et 1882). Elle a notamment permis de développer l'enseignement primaire féminin, la fréquentation des écoles et leur gratuité.

## Genèse
Victor Duruy devient ministre de l'Instruction publique le 23 juin 1863. Il affirme immédiatement son objectif de favoriser le développement de l'enseignement primaire. Il commande en mars 1864 une grande enquête statistique sur cet ordre d'enseignement.
En octobre 1864, un premier projet de loi est mis au point par le cabinet du ministre. Ce projet propose un principe d'obligation scolaire et favorise la gratuité totale de cet enseignement. Présenté à l'empereur Napoléon III à la fin du mois de décembre, il est approuvé par celui-ci. Le Conseil des ministres de janvier 1865, mené par Eugène Rouher, le rejette en bloc.
Afin de contourner ce blocage, Victor Duruy fait publier son rapport à l'empereur par Le Moniteur universel et en appelle à l'opinion publique. Cette action est considérée comme un véritable « coup médiatique » qui provoque une violente campagne de presse. Duruy, publiquement désavoué par ses collègues, menace de démissionner, mais devant l'insistance du souverain, accepte de présenter un projet édulcoré.
Le nouveau projet de loi est âprement discuté par le Conseil d'État du 5 au 12 mai 1865, puis déposé le 24 du même mois au Corps législatif. La commission, dirigée par le député Hippolyte Chauchard, rend le 21 juin un rapport favorable. Toutefois, les contraintes du calendrier parlementaire obligent à repousser son examen à la session de 1867 : les débats commencent le 1er mars et, après un vote quasi unanime (seul un député, le baron Vincent, a voté contre), la loi est promulguée le 10 avril 1867.

## Contenu
La loi comprend 22 articles portant sur des aspects divers de l'enseignement scolaire.
| Article(s) | Objet                                                      | Contenu |
| ---------- | ---------------------------------------------------------- | --- |
| 1 et 2     | Nombre d'écoles primaires                                  | Extension des dispositions de la loi Falloux de 1850. Les communes de plus de 500 habitants doivent toutes créer et entretenir une école de filles, et non plus seulement les communes de plus de 800 habitants.                                                             |
| 3 à 7      | Personnel enseignant                                       | Révision du traitement des instituteurs et institutrices (fixation d'un seuil minimal à leur rémunération (art. 4)). Obligation de proposer un logement de fonction. |
| 8 et 9     | Gratuité optionnelle des écoles primaires                  | Les communes souhaitant financer la gratuité de leur(s) école(s) peuvent le faire par la création d'une « imposition extraordinaire » de quatre centimes (contre 3 centimes dans la loi Falloux). Possibilité de subvention par les conseils généraux et par l’État central. |
| 10 à 14    | Personnel enseignant                                       | Précisions concernant le traitement du personnel. |
| 15         | Création des caisses des écoles                            | Possibilité pour les écoles de récompenser les élèves les plus assidus et méritants, et subventionner les plus pauvres. L'objectif est de favoriser la fréquentation de l'école à défaut de pouvoir l'imposer.                                                               |
| 16         | Enseignement de l'histoire et de la géographie obligatoire | L'histoire et la géographie ne sont plus des matières facultatives. Elles doivent contribuer à la formation des citoyens. |
| 18 à 19    | Écoles « libres » (privées)                                | Renforcement du contrôle de l'État sur ces établissements, du fait de l'extension des prérogatives du corps des inspecteurs et des procédures disciplinaires du ministère.                                                                                                   |
| 20         | Non-mixité                                                 | Renforcement des procédures disciplinaires envers les écoles mixtes. |
| 21         | Salles d'asile                                             | Promotion des salles d'asile en les protégeant de la concurrence des écoles primaires. Les élèves de moins de six ans ne peuvent être reçus dans une école élémentaire. |
| 22         | Abrogation                                                 | Abrogation des dispositions des lois antérieures qui seraient contraires aux dispositions de la loi présente. |

Il est à noter que les articles 8 et 9 du projet initial avaient créé un blocage important au sein du Conseil des ministres et une opposition féroce au sein de l'opinion publique. Victor Duruy souhaitait instaurer la gratuité pour l'ensemble des établissements primaires communaux ; il s'agissait là d'une vieille revendication des partisans de l'enseignement pour tous (notamment, mais pas seulement, républicains). Cela permettait de supprimer la contrainte financière qui empêchait bien des familles pauvres d'envoyer leurs enfants à l'école.

## Effets
Les chiffres officiels, produits par l’État après le vote de la loi, ont été remis en cause par plusieurs chercheurs du fait de biais dans leur constitution. Ces effets avaient eu pour effet de minorer les conséquences de la loi Duruy.
Les calculs de l'historien Jean-Noël Luc permettent de constater une augmentation importante du nombre d'écoles et d'élèves dans la décennie suivant le vote de la loi. Les proportions sont les suivantes : une augmentation de 7,4% du nombre d'écoles élémentaires, dont de 8,7% du nombre d'écoles de filles, de 15,2% du nombre d'élèves, dont de 12,9% de garçons et 17,5% de filles.